# Федотов, Валерий Николаевич
Валерий Николаевич Федо́тов (р. 23.1.1969, д. Ичеснер-Атаево Урмарского района Чувашской Республики) – советский и российский легкоатлет. Мастер спорта СССР (1991) и мастер спорта России международного класса (1993) по лёгкой атлетике. Победитель Кубка России (1997) по марафонскому бегу. Воспитанник Чебоксарской школы высшего спортивного мастерства. Окончил факультет физического воспитания Чувашского государственного педагогического института (1992).  